# Simi (Sängerin)

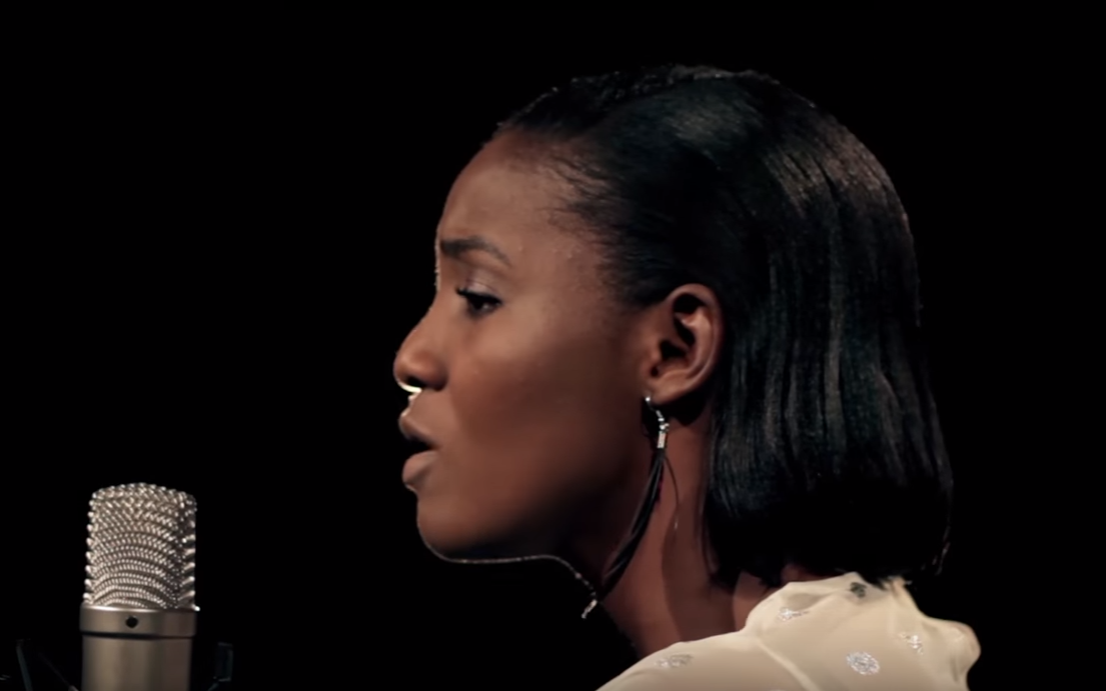

Simi, mit vollem Namen Simisola Bolatito Ogunleye (geboren 19. April 1988 in Surulere) ist eine nigerianische Sängerin, Songschreiberin und Toningenieurin. Sie begann ihre Karriere mit Gospelgesang, ist aber mittlerweile für ihre Popsongs berühmt.

## Leben und Karriere
Simi besitzt einen Abschluss in Massenkommunikation. Sie begann im Alter von 10 Jahren eigene Songs zu Schreiben. In ihrer Teenagerzeit war sie Mitglied eines Kirchenchores. Sie veröffentlichte ihr erstes Album 2018, es trug den Namen Ogaju, wurde von Samklef produziert und enthielt bereits mehrere Hits. Simi steht bei dem nigerianischen Label X3M Music unter Vertrag. Mit ihrem zweiten Album erreichte Simi die Top 5 der Billboardcharts.
2016 trat Simi erstmals als Toningenieurin in Erscheinung. Sie war für das Mixing und Mastering der meisten Titel des Albums Gold von Adekunle Gold verantwortlich.

## Auszeichnungen
- 2017 Beste Songwriterin bei den All African Music Awards für Smile
- 2017 Zusammen mit Adekunle gold beste Kollaboration bei den City People Entertainment Awards für "No Forget" (with Adekunle Gold)
- 2016 Beste Sängerin für Love don't care und zusammen mit Sänger beste Kollaboration für Soldier bei The Headies
- 2016 Künstlerin des Jahres bei den City People Entertainment Awards
- 2015 Vielversprechendste Nachwuchskünstlerin bei den Nigerian Entertainment Awards

## Veröffentlichte Alben
- 2008 Ogaju
- 2017 Simisola